# Viorica Ioja
Viorica Ioja   (Uivar, 26 de febrer de 1962) és una exremadora romanesa que va competir durant la dècada de 1980.
El 1984 va prendre part en els Jocs Olímpics de Los Angeles, on disputà dues proves del programa de rem. Guanyà la medalla d'or en la prova del quatre amb timoner, formant equip amb Chira Apostol, Olga Homeghi-Bularda, Florica Lavric i Maria Tanasa-Fricioiu; i la de plata en la del vuit amb timoner. En el seu palmarès també destaquen tres medalles en el quatre amb timoner al Campionat del món de rem: d'or el 1986 i de plata el 1983 i 1985.